# Villefranche-du-Queyran
Villefranche-du-Queyran (okzitanisch: Vilafranca deu Cairan) ist eine französische Gemeinde mit 411 Einwohnern (Stand: 1. Januar 2022) im Département Lot-et-Garonne in der Region Nouvelle-Aquitaine. Sie gehört zum Arrondissement Nérac und zum 1996 gegründeten Kommunalverband Coteaux et Landes de Gascogne. Die Bewohner nennen sich Queyrannais.

## Geografie
Die Gemeinde Villefranche-du-Queyran liegt in der Guyenne, 35 Kilometer westnordwestlich der Stadt Agen. 
Nachbargemeinden von Villefranche-du-Queyran sind Leyritz-Moncassin im Norden und Nordwesten, Razimet im Norden, Puch-d’Agenais im Osten und Nordosten, Saint-Léon im Osten und Südosten, Caubeyres im Süden sowie Anzex im Westen.

## Geschichte
Die Bastide von Villefranche-du-Queyran wurde 1271 von Edward Longshanks, König von England, gegründet.

## Bevölkerungsentwicklung
| Jahr      | 1962 | 1968 | 1975 | 1982 | 1990 | 1999 | 2006 | 2011 | 2016 |
| Einwohner | 446  | 443  | 420  | 340  | 366  | 360  | 381  | 408  | 389  |

Quellen: Cassini und INSEE

## Sehenswürdigkeiten
- Kirche Notre-Dame aus dem 15. Jahrhundert
- Kirche Saint-Savin aus dem 12. Jahrhundert, Monument historique seit 1875

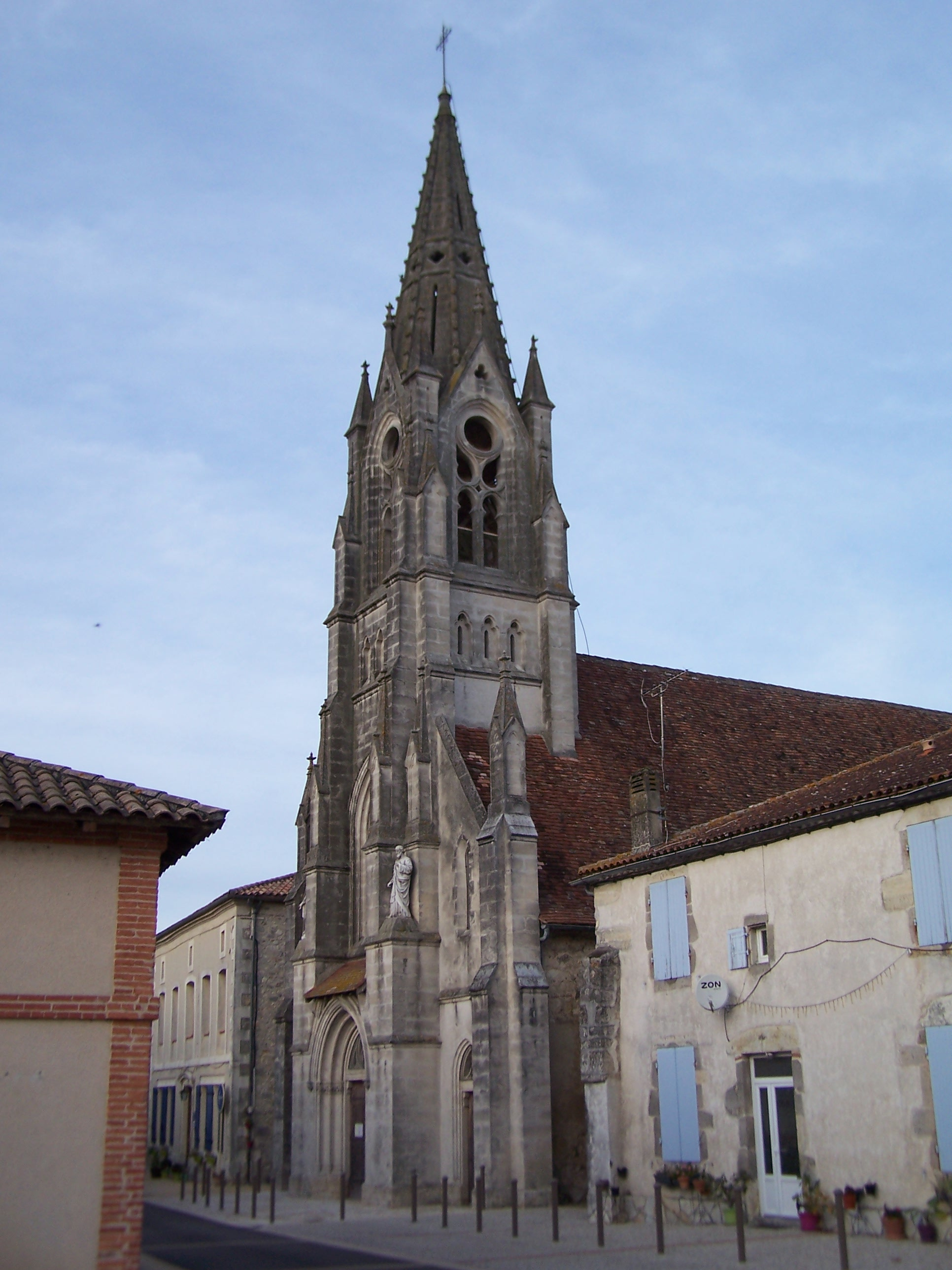
Kirche Notre-Dame

- Reste der Ortsbefestigung